# Francesco Manassero
Francesco Paolo Manassero Zegarra (Lima, 4 de dezembro de 1965) é um ex-futebolista peruano que atuava como meio-campista.

## Carreira
Francesco Manassero integrou a Seleção Peruana de Futebol na Copa América de 1989.